# Labeo macmahoni
Labeo macmahoni är en fiskart som beskrevs av Erich Zugmayer 1912. Labeo macmahoni ingår i släktet Labeo och familjen karpfiskar. Inga underarter finns listade i Catalogue of Life.